# Regolo calcolatore

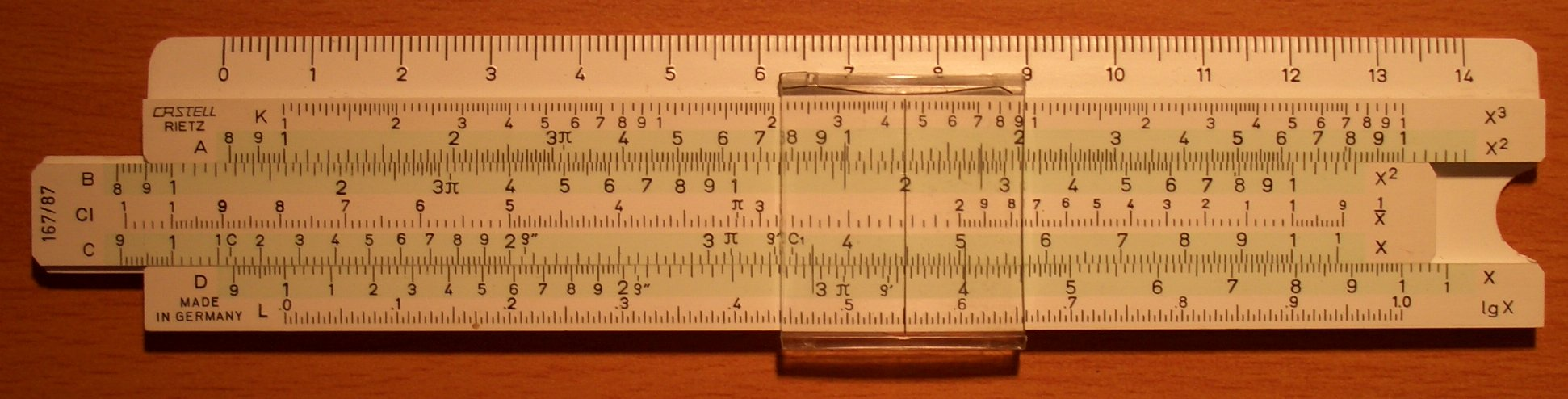
Regolo di tipo Rietz, Faber Castell 167/87

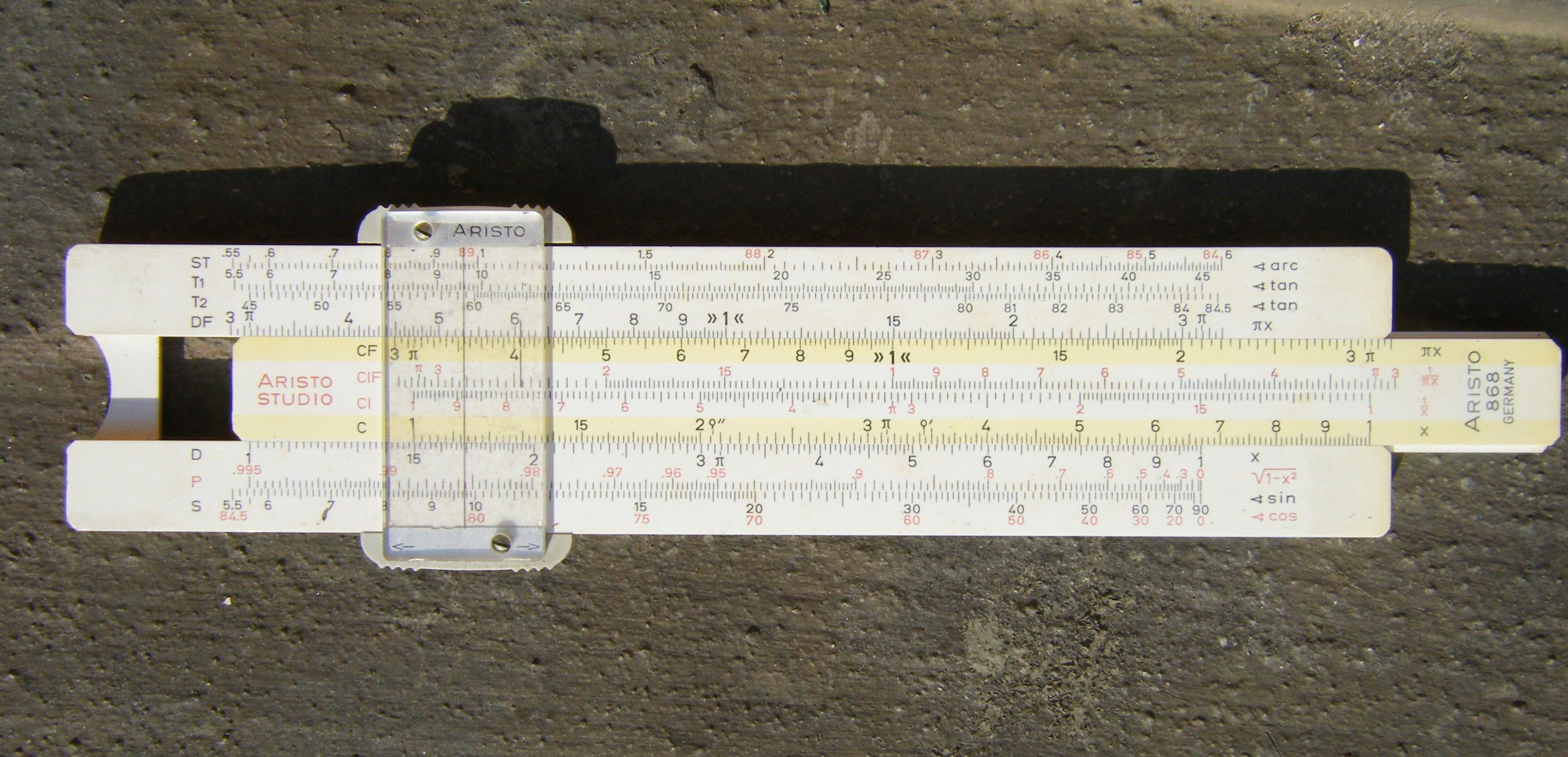
Altro regolo, Aristo Studio 868

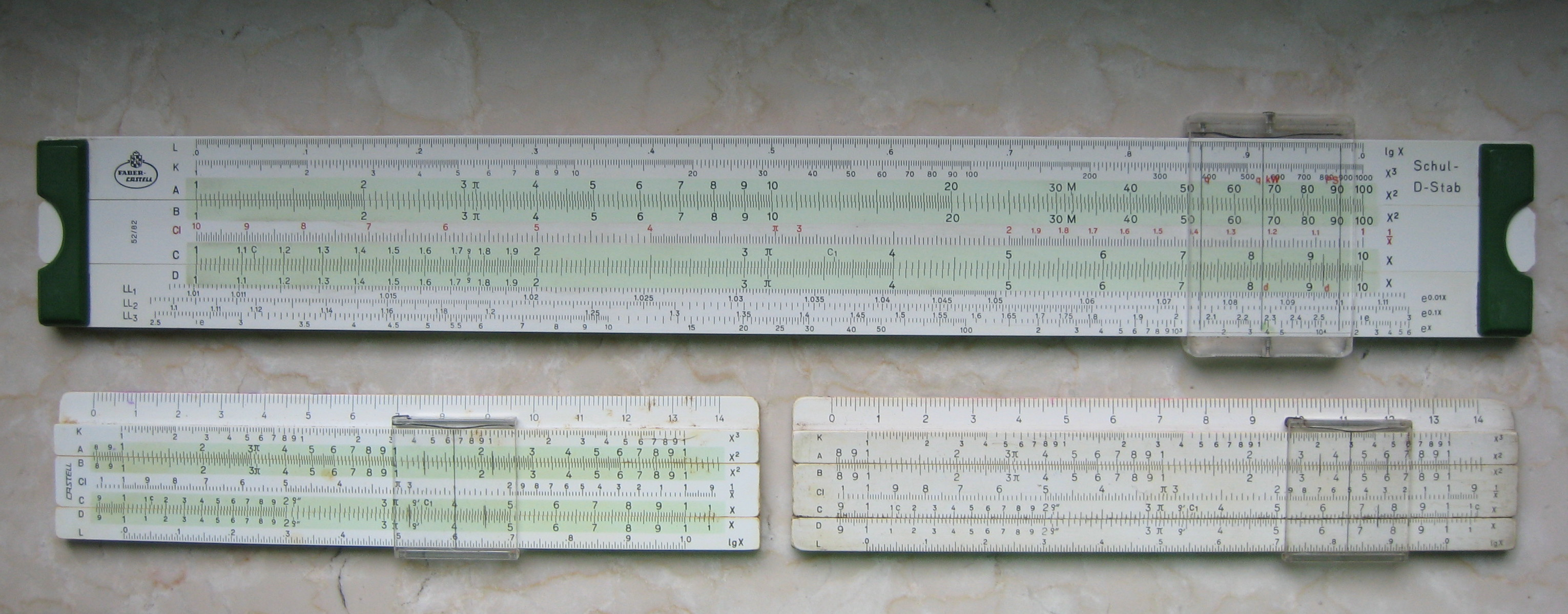
Un regolo Faber-Castell da 33,5 cm

Il regolo calcolatore è un calcolatore analogico usato prevalentemente tra il XVII secolo e il XX secolo.

## Descrizione
Il regolo calcolatore sfrutta le proprietà dei logaritmi, sempllficando operazioni complesse (prodotti, quozienti, esponenziali) trattando i logaritmi dei rispettivi operandi.
Ciò si realizza praticamente tramite lo scorrimento di una o più asticelle graduate con scala logaritmica.
Il regolo calcolatore si compone di tre parti:
- un corpo su cui si trovano delle scale fisse, chiamato "fisso";
- un'asta scorrevole all'interno del "fisso" con delle scale mobili, alcune davanti, altre dietro, chiamato "scorrevole";
- un cursore con una o più linee di riferimento.

### Le scale del regolo
I regoli calcolatori portano diverse scale, a dipendenza del tipo. Alcune di queste si trovano su tutti i regoli, altre solo su regoli destinati ad operazioni particolari. Di solito le scale si riconoscono da una lettera scritta sulla sinistra. Le principali sono:
- A: {\displaystyle x^{2}} - scala fissa dei quadrati sul fisso del regolo;
- B: {\displaystyle x^{2}} - scala mobile dei quadrati sullo scorrevole;
- BI: {\displaystyle 1/x^{2}} - scala mobile dell'inverso dei quadrati sullo scorrevole;
- C: {\displaystyle x} - scala mobile dei numeri sullo scorrevole;
- CF: {\displaystyle {\pi }x} - scala mobile dei numeri per pi greco sullo scorrevole;
- CI: {\displaystyle 1/x} - scala dell'inverso dei numeri sullo scorrevole, ma a volte sul fisso;
- CIF: {\displaystyle 1/{\pi }x} - scala mobile dell'inverso dei numeri per pi greco sullo scorrevole;
- D: {\displaystyle x} - scala dei numeri sul fisso;
- DF: {\displaystyle {\pi }x} - scala dei numeri per pi greco sul fisso;
- E: {\displaystyle \exp(x/10)} oppure {\displaystyle \exp(x)} - scala dell'esponenziale sul fisso;
- K: {\displaystyle x^{3}} - scala dei cubi sul fisso;
- L: {\displaystyle \log(x)} - scala fissa dei logaritmi decimali sul fisso;
- P: {\displaystyle 1-x^{2}} oppure {\displaystyle {\sqrt {1-x^{2}}}} - scala pitagorica sul fisso;
- R: {\displaystyle 1/x} - scala dell'inverso dei numeri sullo scorrevole, ma a volte sul fisso;
- S: {\displaystyle \arcsin(x)} - scala dei seni, di solito è una scala mobile sullo scorrevole, nei regoli Graphoplex sul retro dello scorrevole, a volte una scala sul fisso;
- ST: {\displaystyle \operatorname {rad} (x)} - scala dei seni e delle tangenti per angoli piccoli (approssimati ai radianti), di solito è una scala sullo scorrevole, nei regoli Graphoplex sul retro, a volte una scala sul fisso;
- T: {\displaystyle \arctan(x)} - scala delle tangenti, di solito è una scala mobile sullo scorrevole, nei regoli Graphoplex sul retro, a volte una scala sul fisso;

Le scale dei numeri non indicano dei valori in senso assoluto, ma soltanto le cifre significative della notazione scientifica. Sta all'utente interpretare ogni numero aggiungendo il corretto ordine di grandezza.

In altri termini, la tacca 1,2 sulla scala dei numeri può indicare anche numeri come 12 o 120, oppure numeri come 0,12 e 0,012.
Alla stessa maniera, la scala dei logaritmi decimali indica solo la parte frazionaria del logaritmo, ovvero la sua mantissa, poiché la sua parte intera corrisponde all'ordine di grandezza del numero.

## Funzionamento

### Moltiplicazione
Per moltiplicare tra loro due numeri si esegue la somma dei loro logaritmi. 
Si porta l'1 (iniziale o finale) della scala C in corrispondenza del valore del primo fattore sulla scala D.

Il prodotto si legge sulla scala D, in corrispondenza del secondo fattore sulla scala C.

Per favorire la lettura, si può portare un cursore in quest'ultima posizione.

### Divisione
Per la divisione si procede in modo inverso: allineando il secondo fattore (cioè il divisore) sulla scala C con il prodotto (cioè il dividendo) sulla scala D, il primo fattore (cioè il quoziente) si legge sulla scala D in corrispondenza dell'1 (iniziale o finale) sulla scala C.

Se è presente la scala CI, allora allineando l'1 (iniziale o finale) della scala CI con il dividendo sulla scala D, il quoziente si legge sulla scala D in corrispondenza del divisore sulla scala C.

### Quadrato, cubo e logaritmo decimale
Sul corpo del regolo, in corrispondenza di un numero x sulla scala D si trovano:
- il suo quadrato x2 sulla scala A
- il suo cubo x3 sulla scala K
- il suo logaritmo decimale log10(x) sulla scala lineare L

Sull'asta scorrevole del regolo, in corrispondenza di un numero y sulla scala C si trova il suo quadrato y2 sulla scala B.
Usando all'inverso queste scale, il regolo fornisce la radice quadrata, la radice cubica e l'esponenziale di base 10 di un numero.

### Funzioni trigonometriche
I regoli calcolatori portano le scale S per l'arcoseno e T per l'arcotangente di un numero, indicando gli angoli in gradi.

Per trovare il seno di un angolo si allinea il cursore con il valore dell'angolo sulla scala S e si legge il seno sulla scala C, con valori compresi tra 0,1 e 1.

Similmente si opera sulla scala T per trovare la tangente.
La scala ST fornisce invece la corrispondenza tra gradi e radianti per angoli piccoli, per i quali si considera l'approssimazione di Gauss tan(x)~sin(x)~x. Allineando il cursore con l'angolo in gradi sulla scala ST, sulla scala C si legge il valore dell'angolo in radianti, che è un'approssimazione del suo seno e della sua tangente.
Di nuovo, usando all'inverso queste scale si trovano le trasformazioni inverse.

### Elevamento a potenza
L'elevamento ad una potenza qualsiasi si può eseguire solo con i regoli che portano le scale log log

### Risoluzione di equazioni di secondo grado
Con il regolo calcolatore si possono determinare eventuali soluzioni approssimate di equazioni moniche di secondo grado, x2+bx+c=0, senza applicare la formula risolutiva.
- Poiché il regolo indica soltanto numeri positivi, sta all'utente attribuire i segni corretti. Cambiando opportunamente i segni di b e di c (e delle soluzioni) si cerca una coppia di numeri (x1,x2) con prodotto c e somma (o differenza) b; allineando lo 1 sulla scala CI con il valore c sulla scala D, sulle due scale risultano allineate tutte le coppie di numeri reali positivi che hanno il prodotto richiesto; tra queste se ne cerca una con la somma (o la differenza) richiesta, identificando quindi le due soluzioni.
- In alternativa, sempre cambiando opportunamente i segni, allineando lo 1 della scala D con il valore b sulla scala C, in corrispondenza di ogni valore x sulla scala D si trovano il valore x2 sulla scala A e il valore bx sulla scala C; tra queste coppie di valori se ne cerca una con somma (o differenza) c, identificando quindi una soluzione.

## Storia
Nel 1623 Edmund Gunter, professore di astronomia al Gresham College di Londra, sviluppa una scala logaritmica sulla quale, con l'aiuto di un compasso, si possono eseguire graficamente moltiplicazioni e divisioni.
Nel 1630 Edmund Wingate utilizza due scale di Gunter una di fronte all'altra per eseguire direttamente moltiplicazioni e divisioni, senza dover usare il compasso.
Nel 1632 William Oughtred, indipendentemente da Wingate, traccia due scale di Gunter su cerchi concentrici; è il primo regolo circolare.

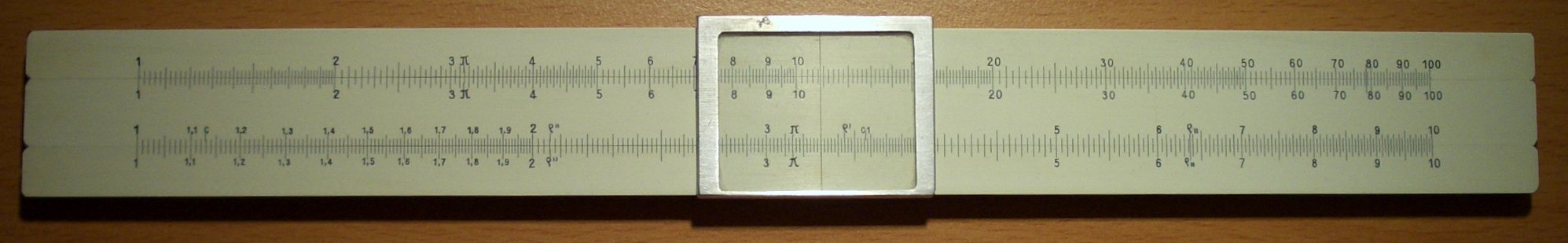
Regolo di tipo Mannheim, Nestler 4

Verso il 1850 Amédée Mannheim, professore di matematica e capitano di artiglieria dell'esercito francese, ordina le diverse scale del regolo in un modo che verrà ripreso da buona parte dei produttori. Il regolo Mannheim porta le scale dei numeri e quelle dei quadrati sul davanti del corpo e dell'asta e la scala del seno e quella della tangente sul retro dell'asta. Per leggere le scale trigonometriche si deve girare l'asta. Viene spesso attribuito a Mannheim anche un altro semplice, ma fondamentale, contributo: l'introduzione del cursore mobile che rende più semplice e precisa la lettura dello strumento. Probabilmente l'idea fu sviluppata indipendentemente da diverse persone.
A metà Ottocento, la nascita dell'industria meccanica di precisione (oltre ai perfezionamenti introdotti da Mannheim) permise al regolo di ottenere finalmente un'ampia diffusione. Fino a quel momento, infatti, la realizzazione artigianale di tale strumenti era costosa e numericamente limitata.
Nel 1902 l'ingegnere tedesco Max Rietz aggiunge la scala dei cubi e quella dei logaritmi decimali al regolo di Mannheim. Il regolo Rietz porta le scale dei numeri e quelle dei quadrati sul davanti del corpo e dell'asta, la scala dei cubi e quella dei logaritmi decimali sul davanti del corpo, quella del seno e quella della tangente sul retro dell'asta. Due linee di riferimento sul retro del corpo permettono di leggere le scale trigonometriche senza dover girare l'asta. Questo modello di Regolo rimarrà il più diffuso fino alla comparsa delle calcolatrici scientifiche.
Nel 1934 all'università di Darmstadt il professor Alwin Walther apporta delle nuove migliorie al regolo di Rietz, introduce la scala pitagorica, sposta la scala dei logaritmi sul fianco posteriore e quelle trigonometriche sul fianco anteriore. Il retro dell'asta rimane così libero per tre scale esponenziali. Questo tipo di regolo, detto anche log log, è molto utile agli ingegneri in quanto permette, grazie alle scale esponenziali, di elevare un numero ad una potenza qualsiasi.

## Regoli particolari
Esistono molti tipi di regolo che possono essere considerati particolari per la loro forma. Tra questi ricordiamo:
- Regoli circolari[2] [3]
- Regoli cilindrici a scale elicoidali[4]
- Regoli cilindrici a scale rettilinee[5]
- Orologi[6]

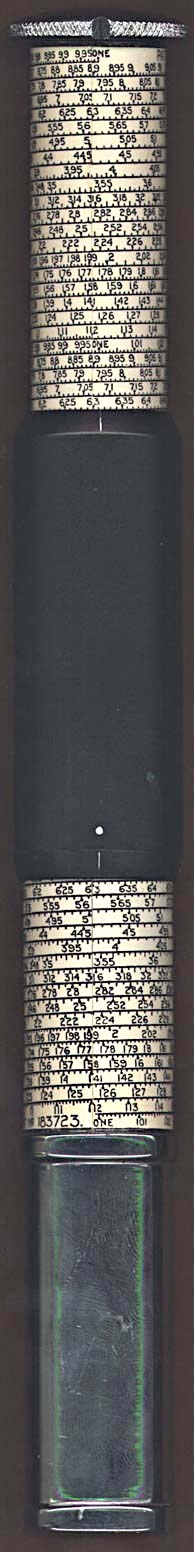
Otis King a scale elicoidali
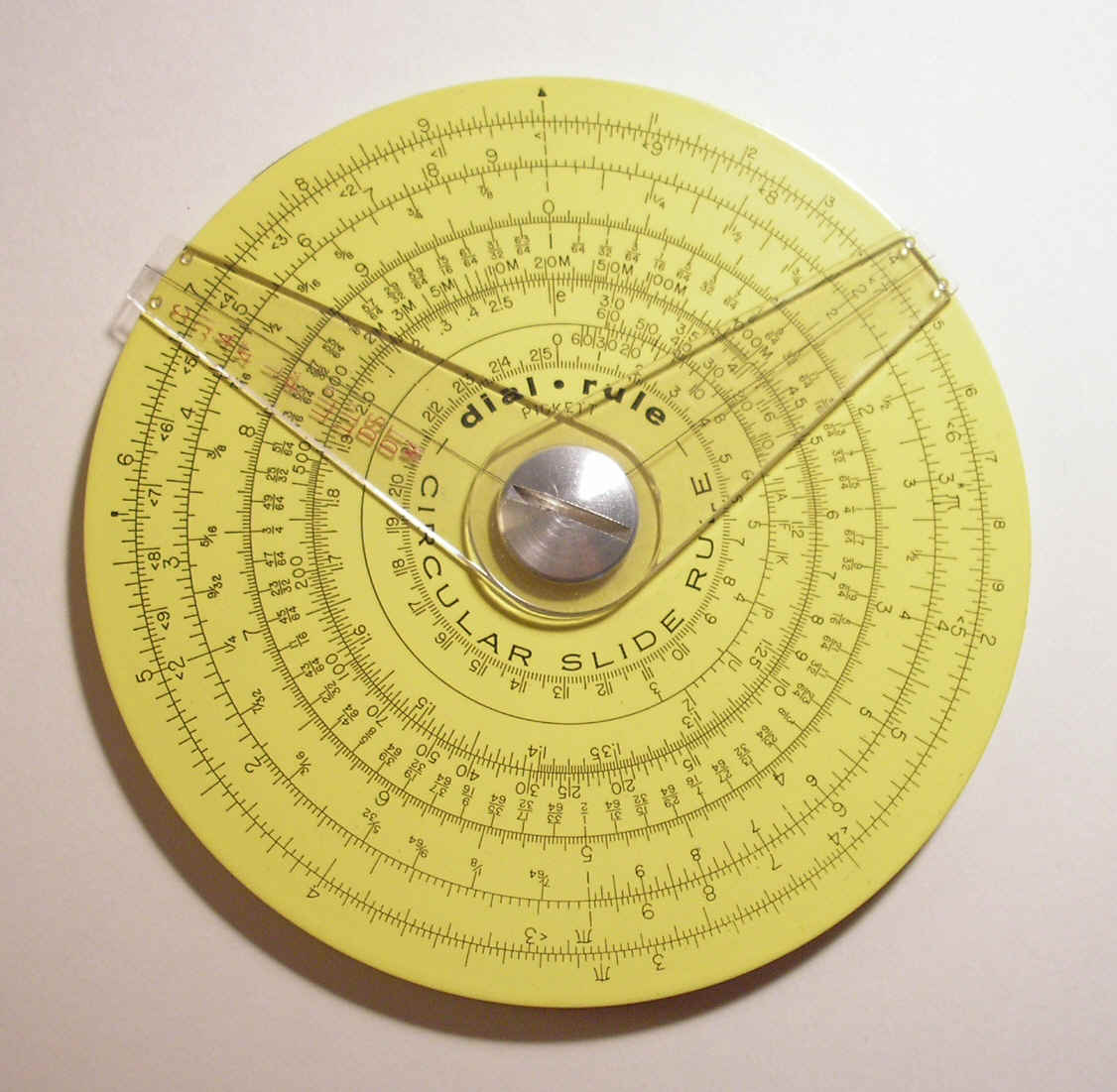
Regolo circolare Pickett
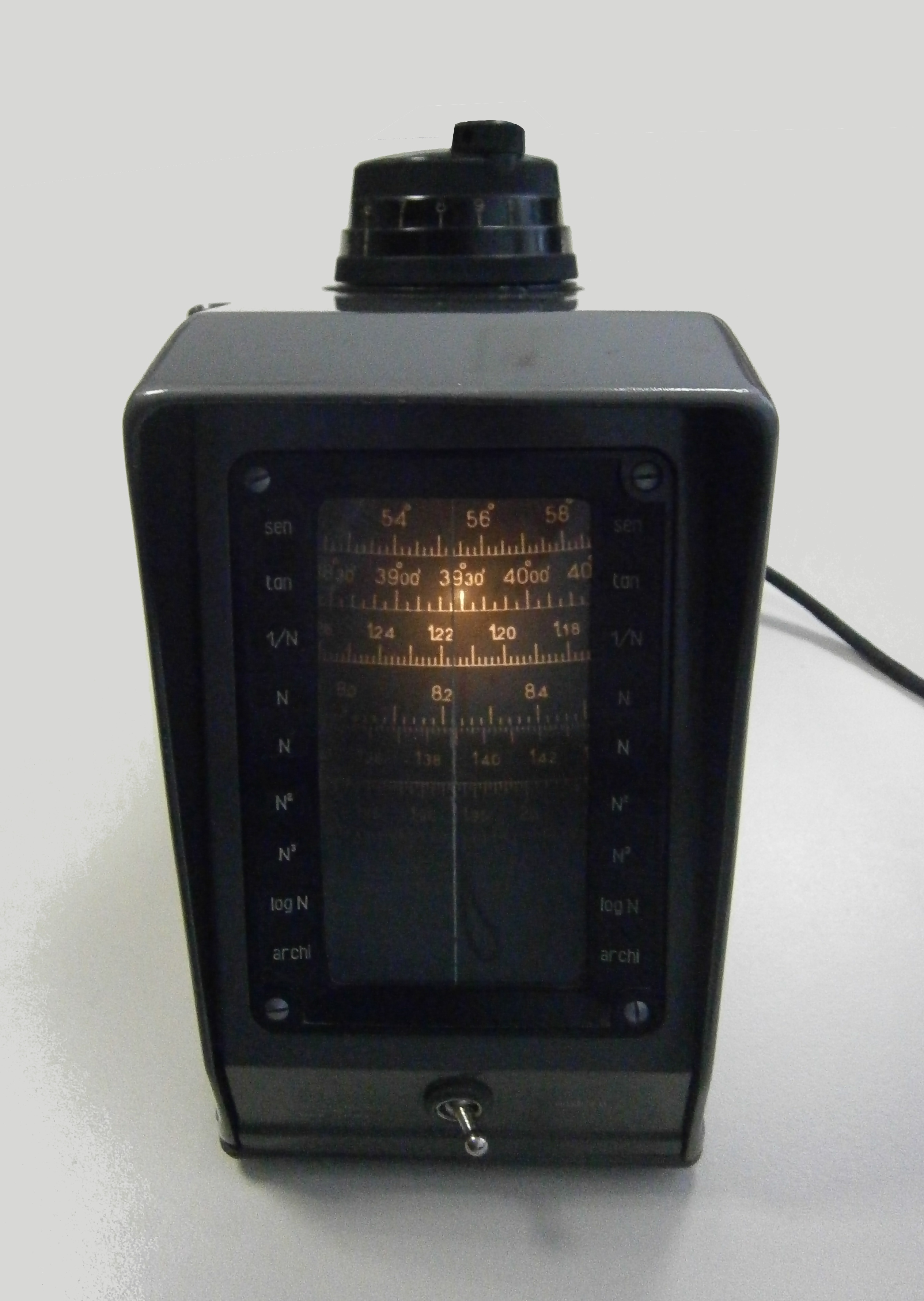
Regolo ottico Filotecnica Salmoiraghi[7].
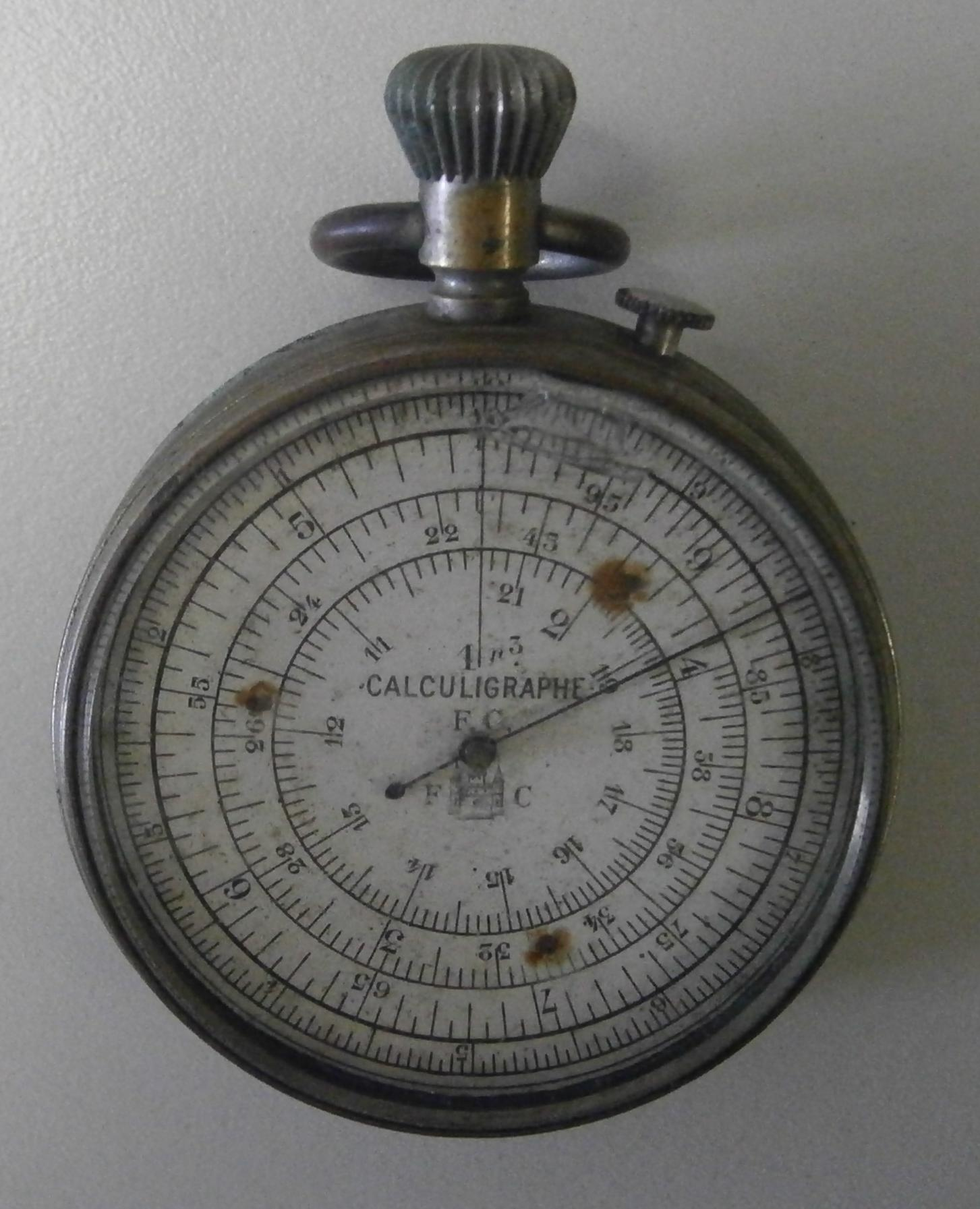
Calculigraphe di F. Chatelain (1898).

Altri sono rivolti ad un utilizzo particolare e prevedono scale molto specifiche per la funzione a cui sono destinati:
- Regoli per calcoli elettrotecnici[8]
- Regoli per cemento armato[9]
- Regoli aeronautici

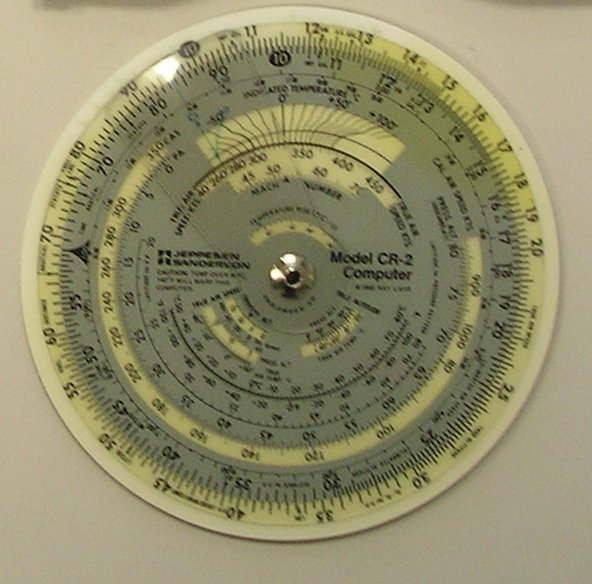
Regolo aeronautico Jeppesen-CR2 (fronte)
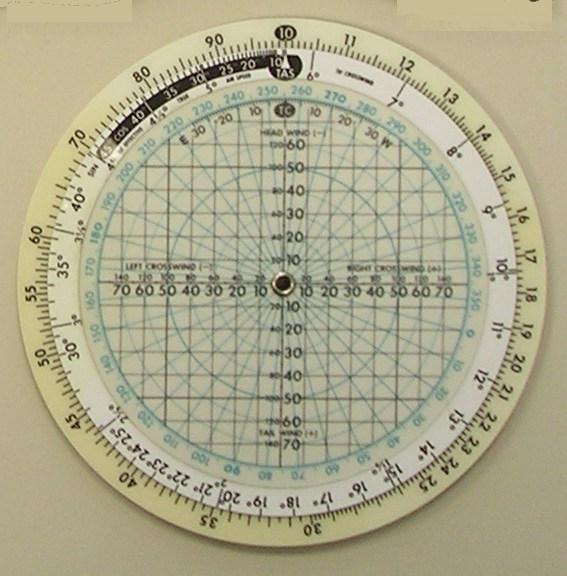
Regolo aeronautico Jeppesen-CR2 (retro)
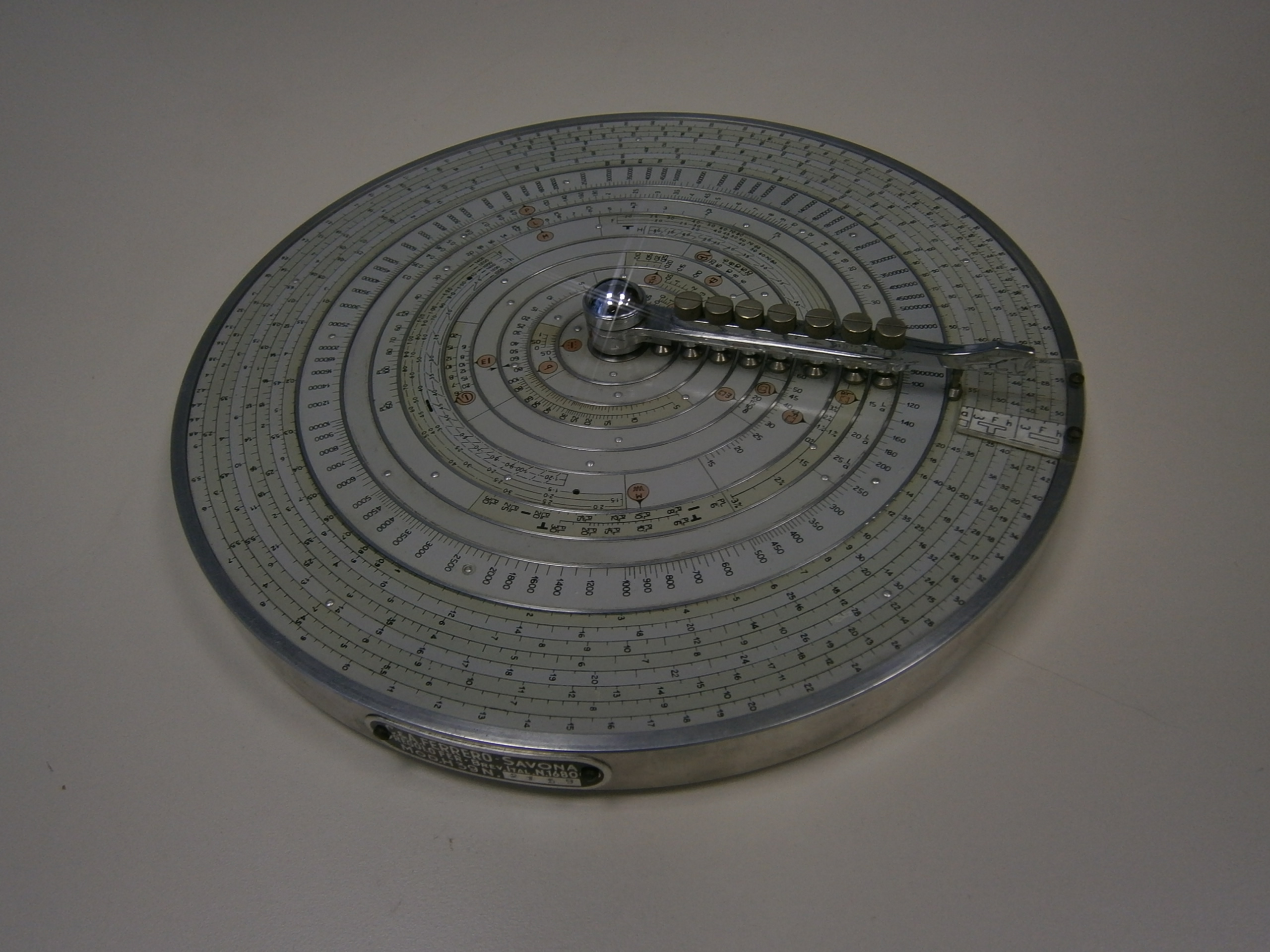
Regolo per cemento armato Ferrero H-39.

Infine, esistevano regoli per scopi didattici di grandi dimensioni o proiettabili su uno schermo. A prescindere dalla soluzione tecnica utilizzata, questi strumenti dovevano avere la caratteristica di rendere visibili a tutti gli allievi di una classe le operazioni eseguite dall'insegnante. Spesso venivano donati alle scuole dalla ditta produttrice dei regoli ufficialmente adottati per i corsi.

## Curiosità

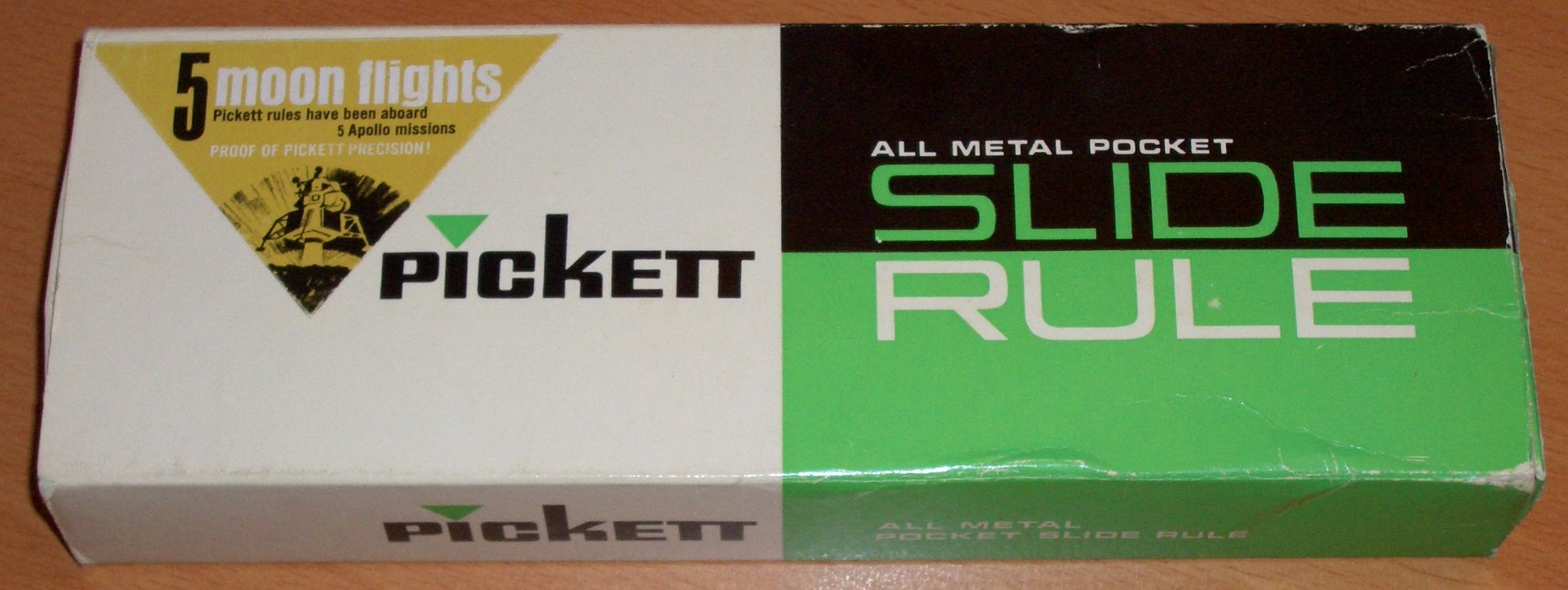
Scatola Pickett con l'autoadesivo 5 volte sulla Luna

Durante i primi viaggi spaziali non esistevano calcolatrici scientifiche tascabili (la prima è del 1972), ma solo i mainframes. Questi non erano trasportabili e richiedevano lunghi tempi di programmazione. Quindi sia gli astronauti che il centro di controllo missione si servivano di regoli calcolatori per eseguire gran parte dei calcoli necessari durante la missione. 
Nel film Apollo 13 si vede una scena in cui, durante una fase critica per il riassetto della traiettoria, i tecnici nella sala di controllo svolgono i calcoli per i vari assetti utilizzando appunto regoli calcolatori. 
Nella figura qui accanto si vede la scatola di un regolo Pickett, la marca utilizzata dalla NASA durante le missioni Apollo, con un autoadesivo che ne ricorda l'uso durante cinque di queste missioni. I regoli Pickett furono scelti in quanto la loro costruzione era interamente in alluminio (escluso il cursore) rispetto agli altri che avevano un'anima in legno, eventualmente infiammabile.